# 10829 Matsuobasho
10829 Matsubasho (tên chỉ định: 1993 UU) là một tiểu hành tinh vành đai chính. Nó được phát hiện bởi Tsutomu Seki ở Geisei Observatory ở Kōchi, Kōchi Prefecture, Nhật Bản, ngày 22 tháng 10 năm 1993. Nó được đặt theo tên Matsuo Bashō, a notable Japanese haikai poet of the 17th century.